# Cloak & Dagger (serie televisiva)
Marvel's Cloak & Dagger, nota semplicemente come Cloak & Dagger, è una serie televisiva statunitense sviluppata da Joe Pokaski per Freeform e basata sugli omonimi personaggi della Marvel Comics. La serie è ambientata all'interno del Marvel Cinematic Universe (MCU), in continuità con i film e le altre serie televisive del franchise, ed è prodotta da ABC Signature Studios e Marvel Television, con Pokaski nel ruolo di showrunner. 
La serie ha esordito il 7 giugno 2018 ed è stata cancellata ufficialmente a ottobre 2019, anche se i due attori protagonisti hanno ripreso i loro personaggi in un episodio della terza stagione di Runaways. In Italia è stata distribuita da Prime Video.

## Trama
Tandy Bowen e Tyrone Johnson sono due adolescenti che scoprono di possedere poteri soprannaturali dopo essersi incontrati casualmente. In realtà la loro storia comincia otto anni prima, quando i loro destini si sono incrociati per la prima volta e saranno destinati a rimanere legati, soprattutto dal dolore derivante dalla perdita di due parenti (il padre di lei e il fratello di lui), dietro la cui morte si nasconde la società Roxxon, corrotta e avida. I due ragazzi dovranno prendere conoscenza delle loro capacità e, assumendo gli pseudonimi di Cloak & Dagger, cercheranno in tutti i modi di combattere il male a New Orleans e di scoprire sempre più particolari riguardanti il loro passato.

## Episodi
| Stagione         | Episodi | Prima TV USA | Pubblicazione Italia |
| ---------------- | ------- | ------------ | -------------------- |
| Prima stagione   | 10      | 2018         | 2018                 |
| Seconda stagione | 10      | 2019         | 2019                 |

## Personaggi e interpreti

### Personaggi principali
- Tandy Bowen / Dagger (stagioni 1-2), interpretata da Olivia Holt, doppiata da Margherita De Risi.
Un'adolescente capace di creare lame di luce e vedere i desideri delle persone toccandole.[2]
- Tyrone Johnson / Cloak (stagioni 1-2) interpretato da Aubrey Joseph, doppiato da Mattia Nissolino.
Un adolescente capace di teletrasportare ovunque sé stesso e chiunque vuole grazie al potere dell'oscurità e vedere le paure delle persone toccandole.[2]
- Melissa Bowen (stagioni 1-2), interpretata da Andrea Roth, doppiata da Laura Romano.
Madre di Tandy, è un'inguaribile ottimista nonostante le sue condizioni di vita non siano delle migliori.[3]
- Adina Johnson (stagioni 1-2), interpretata da Gloria Reuben, doppiata da Laura Boccanera.
Madre di Tyrone, cerca in tutti i modi di dare al figlio una vita migliore.[3]
- Otis Johnson (stagione 1; guest star stagione 2), interpretato da Miles Mussenden, doppiato da Enrico Di Troia.
Padre di Tyrone, è un operaio che fa del suo meglio per mantenere la sua famiglia.[3]
- Liam Walsh (stagione 1; guest star stagione 2), interpretato da Carl Lundstedt, doppiato da Federico Viola.
Partner di Tandy nelle sue attività criminali e suo aspirante fidanzato.[3]
- Francis Xavier Delgado (stagione 1; guest star stagione 2) interpretato da Jaime Zevallos, doppiato da Marco Vivio.
Consulente scolastico e sacerdote, molto importante per Tyrone.[3]
- Detective James Connors (stagioni 1-2), interpretato da J.D. Evermore, doppiato da Christian Iansante.
Un poliziotto corrotto, dall'atteggiamento intimidatorio che ha ucciso Billy, il fratello di Tyrone.[3]
- Detective Brigid O'Reilly / Mayhem (stagioni 1-2), interpretata da Emma Lahana, doppiata da Francesca Manicone.
Una detective di Harlem ed ex collega di Misty Knight, che crede che nessuno sia al di sopra della legge, compresi gli altri poliziotti. Nella seconda stagione, dopo che Connors le spara, finita nella palude si sdoppierà in due persone diverse: la parte buona che è sempre la solita Brigid e quella cattiva chiamata Mayhem dotata di forza sovraumana e istinto omicida. Alla fine della seconda stagione Brigid accetterà il modo di fare di Mayhem e si fonderanno in unica persona con entrambe le caratteristiche.

### Personaggi ricorrenti
- Evita Fusillier (stagioni 1-2), interpretata da Noëlle Renèe Bercy.
Ex fidanzata di Tyrone, dopo la morte di sua zia accetta di diventare la nuova sacerdotessa del vudù di New Orleans sposando il dio della morte Baron Samedi per salvare la vita di Tyrone.
- Dottoressa Mina Hess (stagioni 1-2), interpretata da Ally Maki.
Ingegnere ambientale che lavora presso la Roxxon Corporation, diventa amica di Tandy e Tyrone, perché suo padre Ivan Hess era amico e collega di Nathan Bowen, il padre di Tandy.
- Nathan Bowen (stagioni 1-2), interpretato da Andy Dylan.
Padre di Tandy e marito di Melissa. Scienziato che lavorava presso la Roxxon Corporation morto durante l'esplosione della piattaforma del Golfo della Roxxon quando Tandy era una bambina.
- Billy Johnson (stagioni 1-2), interpretato da Marqus Clae.
Fratello di Tyrone, ucciso da James Connors quando Tyrone era un bambino, la notte dell'incidente della Roxxon.
- Chantelle Fusillier (stagioni 1-2), interpretata da Angela M. Davis.
Zia di Evita, diventò sacerdotessa vudù sposando il dio vudù Papa Legba. Sempre disposta ad aiutare tutti soprattutto Evita e Tyrone. Viene uccisa da André Deschaine dopo avergli rivelato come diventare un dio vudù.
- Avandia "Lia" Dewan (stagione 2), interpretata da Dilshad Vadsaria.
Ex infermiera e leader di un gruppo di sostegno specializzato in vittime di abusi, di cui fanno parte Melissa e Tandy. Fedele alleata di André, fa parte di un gruppo che traffica schiave sessuali a New Orleans. Viene arrestata alla fine della seconda stagione.
- André Deschaine / D'Spayre (stagione 2), interpretato da Brooklyn McLinn.
Ex musicista jazz che acquisisce i poteri di manipolare e far soffrire le persone trasformando i loro ricordi in dischi musicali semplicemente toccandole, per nutrirsi della loro sofferenza, per non avere più emicranie, la notte dell'incidente della Roxxon mentre stava per suicidarsi. Diventa il leader di un gruppo che traffica schiave sessuali a New Orleans. Alla fine diventa un dio vudù che stava per distruggere gli abitanti di New Orleans per sempre ma viene ucciso da Tyrone e Tandy.

## Produzione

### Sviluppo

Logo della serie

Nel 2011 il presidente di Marvel Television Jeph Loeb annunciò che una serie incentrata su Cloak e Dagger era in sviluppo presso la ABC Family. La serie, ambientata nella New Orleans post-Uragano Katrina, venne descritta come la storia di due adolescenti che "si incontrano e realizzano che i loro poteri facilitano e complicano al tempo stesso le loro vite". Nell'aprile 2016 il canale Freeform, nuovo nome di ABC Family, ordinò ufficialmente la serie, prodotta da ABC Signature Studios e Marvel Television e descritta come "una storia d'amore tra supereroi ambientata nel Marvel Cinematic Universe". Nell'agosto 2016 Joe Pokaski venne scelto come showrunner e produttore esecutivo.

### Casting
Nel gennaio 2017 Aubrey Joseph e Olivia Holt vennero annunciati come interpreti dei protagonisti Tyrone Johnson / Cloak e Tandy Bowen / Dagger. Nel febbraio 2017 si unirono al cast Andrea Roth nel ruolo di Melissa Bowen, Gloria Reuben nel ruolo di Adina Johnson, Miles Mussenden nel ruolo di Michael Johnson, Carl Lundstedt, James Saito nel ruolo di Bernard Sanjo e J.D. Evermore nei panni del detective Connors.

### Riprese
Le riprese della serie sono incominciate nel febbraio 2017 a New Orleans, con il titolo di lavorazione Shadows.

## Promozione
Nell'aprile 2017 venne distribuito il primo trailer della serie.

## Distribuzione
La serie ha esordito Il 7 giugno 2018 su Freeform. Inizialmente era prevista per il 2017 ma venne in seguito rimandata. in Italia la serie è distribuita da Amazon Prime Video dall'8 giugno 2018. Nel luglio 2018 la serie viene rinnovata per una seconda stagione di 10 episodi, pubblicata sulla piattaforma a partire dal 4 aprile 2019 e in italiano dal giorno successivo su Prime Video.

## Altri media
La serie è ambientata nell'MCU. In entrambe le stagioni ci sono diversi riferimenti alle stagioni di Luke Cage. I due protagonisti, inoltre, compaiono in un episodio della terza stagione di Runaways, ambientato dopo il finale di serie di Cloak & Dagger.